# (1004) Belopolskya
(1004) Belopolskya – planetoida z zewnętrznej części pasa głównego asteroid okrążająca Słońce w ciągu 6 lat i 105 dni w średniej odległości 3,4 au. Została odkryta 5 września 1923 roku w Obserwatorium Simejiz na górze Koszka na Półwyspie Krymskim przez Siergieja Bielawskiego. Nazwa planetoidy pochodzi od nazwiska rosyjskiego astrofizyka Aristarcha Biełopolskiego. Przed jej nadaniem planetoida nosiła oznaczenie tymczasowe (1004) 1923 OS.